# Ферфилд (Вашингтон)
Ферфилд (енгл. Fairfield) град је у америчкој савезној држави Вашингтон. По попису становништва из 2010. у њему је живело 612 становника.

## Демографија
Према попису становништва из 2010. у граду је живело 612 становника, што је 118 (23,9%) становника више него 2000. године.
| Група             | 2000.       | 2010.       |
| Белци             | 459 (92,9%) | 587 (95,9%) |
| Афроамериканци    | 4 (0,8%)    | 2 (0,3%)    |
| Азијати           | 2 (0,4%)    | 1 (0,2%)    |
| Хиспаноамериканци | 12 (2,4%)   | 9 (1,5%)    |
| Укупно            | 494         | 612         |